# 1633 w literaturze
Wydarzenia literackie w 1633 roku.

## Nowe książki
- polskie
- zagraniczne

## Zmarli
- George Herbert, angielski poeta